# Ophionereis terba
Ophionereis terba är en ormstjärneart som beskrevs av Baker och Devaney 1981. Ophionereis terba ingår i släktet Ophionereis och familjen Ophionereididae. Inga underarter finns listade i Catalogue of Life.